# Emily Carney
Emily Carney ist eine englische Fußballschiedsrichterassistentin.
Carney ist als Schiedsrichterassistentin in den englischen Frauenfußballligen im Einsatz. Seit der Saison 2023/24 wird sie auch bei Spielen in der League Two und der League One eingesetzt.
Seit 2021 steht sie auf der Liste der FIFA-Schiedsrichter und ist an der Spielleitung internationaler Fußballpartien beteiligt.
Bei der U-19-Europameisterschaft 2023 in Belgien hatte Carney fünf Einsätze als Schiedsrichterassistentin, darunter im Finale zwischen Spanien und Deutschland (0:0 n. V., 3:2 i. E.).
Anfang 2024 wurde Carney als Schiedsrichterassistentin von Rebecca Welch für die Olympischen Sommerspiele 2024 in Paris nominiert.